# Bryaninops
A Bryaninops a csontos halak (Osteichthyes) főosztályának a sugarasúszójú halak (Actinopterygii) osztályába, ezen belül a sügéralakúak (Perciformes) rendjébe, a gébfélék (Gobiidae) családjába és a Gobiinae alcsaládjába tartozó nem.

## Rendszerezés
A nembe az alábbi 16 faj tartozik:
- Bryaninops amplus Larson, 1985
- Bryaninops annella Suzuki & Randall, 2014
- Bryaninops dianneae Larson, 1985
- Bryaninops discus Suzuki, Bogorodsky & Randall, 2012
- Bryaninops earlei Suzuki & Randall, 2014
- Bryaninops erythrops (Jordan & Seale, 1906)
- Bryaninops isis Larson, 1985
- Bryaninops loki Larson, 1985
- Bryaninops natans Larson, 1985
- Bryaninops nexus Larson, 1987
- Bryaninops ridens Smith, 1959 - típusfaj
- Bryaninops spongicolus Suzuki, Bogorodsky & Randall, 2012
- Bryaninops tectus Suzuki & Randall, 2014
- Bryaninops tigris Larson, 1985
- Bryaninops translucens Suzuki & Randall, 2014
- Bryaninops yongei (Davis & Cohen, 1969)